# C/2013 US10 Catalina
C/2013 US10 (Catalina) è un cometa non periodica del sistema solare, scoperta il 31 ottobre 2013 dal Catalina Sky Survey. Nel settembre del 2015 la cometa ha raggiunto la sesta magnitudine apparente, diventando un oggetto visibile ad occhio nudo.

## Storia delle osservazioni
La cometa Catalina è stata scoperta il 31 ottobre 2013 dal Catalina Sky Survey, come un oggetto di magnitudine pari a 18,6, utilizzando un telescopio Schmidt-Cassegrain di 0,68 m di diametro e rilevatori CCD, con R. A. Kowalski allo strumento. Nel primo calcolo dell'orbita (pubblicata il 2 novembre 2013), furono erroneamente considerate come immagini di prescoperta anche le osservazioni di un altro oggetto della ventesima magnitudine del 12 settembre 2013; ciò condusse a stimare una durata di soli 6 anni per il periodo orbitale. L'errore fu corretto il 6 novembre, quando furono considerate osservazioni di prescoperta risalenti al 14 agosto, 1º, 9, 12 e 23 settembre.
La cometa è rimasta un oggetto piuttosto debole nel corso del 2014 e nei primi mesi del 2015. Nei primi giorni di maggio del 2015 aveva raggiunto la dodicesima magnitudine ed aveva un'elongazione di 60° dal Sole, in progressivo incremento. Ad agosto e luglio risultava circumpolare nell'emisfero australe.
La cometa è entrata in congiunzione con il Sole il 6 novembre 2015, quando si presentava come un oggetto della sesta magnitudine. Il 15 novembre ha raggiunto il perielio (punto dell'orbita di massimo avvicinamento al Sole), quando è transitata ad una distanza di 0,82 UA dalla stella, con una velocità di circa 46,4 km/s rispetto al Sole - leggermente superiore rispetto alla velocità di fuga dal Sole a quella distanza. Il 17 dicembre ha attraversato l'equatore celeste, diventando visibile dall'emisfero boreale terrestre. Il massimo avvicinamento alla Terra è stato raggiunto il 17 gennaio 2016, quando la cometa transitò a 0,72 UA (pari a 108 milioni di km) dal nostro pianeta, apparendo come un oggetto di magnitudine 5,5, visibile ad occhio nudo nella costellazione dell'Orsa Maggiore.

## Caratteristiche
C/2013 US10 è un oggetto dinamicamente nuovo, proveniente dalla Nube di Oort. Prima di entrare nella regione dei pianeti del sistema solare aveva un periodo orbitale di diversi milioni di anni; il passaggio per la porzione più interna del sistema l'ha spostata su una traiettoria iperbolica, che la porterà a lasciare il sistema solare.